# Norma clásica del occitano
La norma clásica es una norma lingüística (una codificación) que fija la lengua occitana. Esta norma se basa en la tradición milenaria de la grafía clásica, pero le añade el proceso de codificación. Está en concurrencia con otras normas que están menos extendidas en occitano (norma mistraliana, norma bonaudiana, norma de la Escuela del Po).

## Composición
La norma clásica se compone de dos aspectos:
- La norma ortográfica u ortografía, que fija la manera de escribir los fonemas. La grafía clásica engloba la ortografía clásica y diversos usos escritos no codificados pero que están próximos a la ortografía clásica.
- La norma oral, que fija la manera recomendada de hablar en occitano.

## Desarrollo
Si la grafía clásica nació un poco antes del año mil (con los primeros documentos escritos en occitano, la norma clásica se desarrolló en tres etapas a partir de 1935:
- Apareció en 1935 con la publicación de la Gramática occitana según los dialectos languedocianos de Loïs Alibert.
- Fue desarrollada después por el Instituto de Estudios Occitanos (IEO) a partir de 1945. Hay que añadir, en particular, las obras de Pèire Bec y Robèrt Lafont desde los años cincuenta.
- Es regulada por el Consejo de la Lengua Occitana (CLO) desde 1996.

La norma clásica se expandió sobre todo a partir de la segunda mitad del siglo XX, haciendo recular a la norma mistraliana. Hoy la norma clásica se utiliza en toda Occitania. Sin embargo, aún hay casos de concurrencia:
- En provenzal y en nizardo, entre norma clásica y norma mistraliana.
- En los Valles Occitanos italianos, entre norma clásica y norma de la Escuela del Po.
- En auvernense, entre norma clásica y norma bonaudiana.

## Estandarización: eloccitan larg
Las diferentes grafías concurrentes del occitano (clásica, mistraliana, bonaudiana, de la Escuela del Po) se concibieron en principio para representar hablas o dialectos, sin fijar una variedad estándar del occitano. Sin embargo, la norma mistraliana engendró desde finales del siglo XIX la aparición de tres koinés literarias regionales: una en provenzal general, una en nizardo y otra en gascón bearnés. Además, puede decirse que la koiné provenzal mistraliana prefigura una lengua estándar.
La norma clásica, a partir del siglo XX, ha perseguido el desarrollo de esas tres koinés pero ha favorecido también koinés regionales suplementarias en limosín y en languedociano. Desde la oficialización del occitano en el Valle de Arán en 1990, también la norma clásica favorece una variedad bastante codificada del gascón aranés.
Al lado de esas experiencias de koinés regionales, basadas en la norma clásica, la voluntad consciente de fijar una variedad estándar general de occitano apareció en los años setenta con las investigaciones de los lingüistas Pèire Bèc, Robèrt Lafont, Rogièr Teulat, Jacme Taupiac, seguidos en los ochenta por Patric Sauzet. La variedad estándar se llama según los autores «occitano referencial», «occitano estándar» o, más recientemente, occitan larg (occitano amplio). La mayor parte de los especialistas están de acuerdo en que el occitano estándar se compone:
- De una variedad general que se basa en el dialecto languedociano (dialecto intermedio entre los demás, pero no superior a ellos)
- De adaptaciones regionales del estándar, que tendrían algunos rasgos dialectales típicos, pero guardado una gran convergencia y una concepción unitaria. Es una manera de federar dentro del occitano estándar las distintas koinés regionales que se han desarrollado desde los siglos XIX y XX.

## Comparación
| Comparación entre las cuatro normas existentes en occitano (texto extraído de la Declaración Universal de los Derechos Humanos) | Comparación entre las cuatro normas existentes en occitano (texto extraído de la Declaración Universal de los Derechos Humanos) | Comparación entre las cuatro normas existentes en occitano (texto extraído de la Declaración Universal de los Derechos Humanos) | Comparación entre las cuatro normas existentes en occitano (texto extraído de la Declaración Universal de los Derechos Humanos)                                                       |
| Norma clásica | Norma mistraliana | Norma bonaudiana | Norma de la Escuela del Po |
| --- | --- | --- | --- |
| Provenzal Totei lei personas naisson liuras e egalas en dignitat e en drech. Son dotadas de rason e de consciéncia e li cau (/fau) agir entre elei amb un esperit de frairesa. Provenzal nizardo Toti li personas naisson liuri e egali en dignitat e en drech. Son dotadi de rason e de consciéncia e li cau agir entre eli emb un esperit de frairesa. Auvernense Totas las personas naisson liuras e egalas en dignitat e en dreit. Son dotadas de rason e de consciéncia e lor chau (/fau) agir entre elas amb un esperit de frairesa. Vivaroalpino Totas las personas naisson liuras e egalas en dignitat e en drech. Son dotaas de rason e de consciéncia e lor chal agir entre elas amb un esperit de frairesa. Limosín Totas las personas naisson liuras e egalas en dignitat e en drech. Son dotadas de rason e de consciéncia e lor chau (/fau) agir entre elas emb un esperit de frairesa. Gascón Totas las personas que naishen liuras e egaus en dignitat e en dreit. Que son dotadas de rason e de consciéncia e que'us cau (/fau) agir entre eras dab un esperit de hrairessa. Languedociano Totas las personas naisson liuras e egalas en dignitat e en drech. Son dotadas de rason e de consciéncia e lor cal agir entre elas amb un esperit de frairesa. | Provenzal Tóuti li persouno naisson libro e egalo en dignita e en dre. Soun doutado de resoun e de counsciènci e li fau agi entre éli em' un esperit de freiresso. Provenzal nizardo Touti li persouna naisson libri e egali en dignità e en drech. Soun doutadi de rasoun e de counsciència e li cau agì entre eli em' un esperit de frairessa. Gascón (grafía febusiana) Toutes las persounes que nachen liures e egaus en dinnitat e en dreyt. Que soû doutades de rasoû e de counsciencie e qu'ous cau (/fau) agì entre eres dap û esperit de hrayresse. | Auvernense Ta la proussouna neisson lieura moé parira pà dïnessà mai dret. Son charjada de razou moé de cousiensà mai lhu fau arjî entremeî lha bei n'eime de freiressà. (Touta la persouna naisson lieura e egala en dïnetàt e en dreit. Soun doutada de razou e de cousiensà e lour chau ajî entre ela am en esprî de freiressà.) | Vivaroalpino Toutes les persounes naisoun liures e egales en dignità e en drech. Soun douta de razoun e de counsiensio e lour chal agir entre eles amb (/bou) un esperit de freireso. |

| Comparación entre las cuatro normas existentes en occitano: grafemas típicos | Comparación entre las cuatro normas existentes en occitano: grafemas típicos | Comparación entre las cuatro normas existentes en occitano: grafemas típicos | Comparación entre las cuatro normas existentes en occitano: grafemas típicos |
| Norma clásica                                                                | Norma mistraliana                                                            | Norma bonaudiana                                                             | Norma de la Escuela del Po                                                   |
| ---------------------------------------------------------------------------- | ---------------------------------------------------------------------------- | ---------------------------------------------------------------------------- | ---------------------------------------------------------------------------- |
| -a final                                                                     | -o (-a, -e)                                                                  | -à                                                                           | -o (-a)                                                                      |
| ò                                                                            | o                                                                            | o                                                                            | o                                                                            |
| o, ó                                                                         | ou                                                                           | ou                                                                           | ou                                                                           |
| uè, ue                                                                       | ue, iue                                                                      | eu (ue)                                                                      | ue (ö)                                                                       |
| lh                                                                           | i/h (lh)                                                                     | lh                                                                           | lh                                                                           |
| nh                                                                           | gn                                                                           | nh                                                                           | nh                                                                           |
| s, ss c(e), c(i), ç                                                          | s, ss c(e), c(i), ç                                                          | s, ss                                                                        | s                                                                            |
| z s entre dos vocales                                                        | z s entre dos vocales                                                        | z                                                                            | z                                                                            |
| à è ò á é í ó ú                                                              | à è ò ì ù é óu                                                               | à è eù où é â ê î û                                                          | à è ò ì ù où é                                                               |
| Se escribe todas las consonantes finales mudas.                              | Se escribe ciertas consonantes finales mudas.                                | Se escribe ciertas consonantes finales mudas.                                | No se escribe las consonantes finales mudas.                                 |

- Datos: Q2636606